# My Own Idol – Idol 2005
My Own Idol – Idol 2005 är ett album som utgavs 2005. Precis som till Idol 2004 släpptes albumet halvvägs in i säsongen av Idol 2005. Alla 11 finalist-deltagarna sjöng covers på varsin låt. Jämfört med året innan sjöng artisterna endast den låt som de hade tävlat med i första veckofinalen och det fanns inget spår där alla deltagare sjöng tillsammans.
Två av artisterna fick med sin låt på Absolute Music 50: Sibel Redzep och Sebastian Karlsson.

## Låtar
1. Måns Zelmerlöw - "Millennium"
2. Jonah Hallberg - "Hard To Say I'm Sorry"
3. Agnes Carlsson - "My Everything"
4. Sebastian Karlsson - "It's Only Rock'n'Roll"
5. Mariéme Niang - "As"
6. Ola Svensson - "My All"
7. Elina Nelson - "Torn"
8. Cindy Lamréus - "A Moment Like This"
9. Jens Pääjärvi - "Let Me Entertain You"
10. Maria Albayrak - "Truly Madly Deeply"
11. Sibel Redzep - "Imagine"